# Bisdom Neuquén

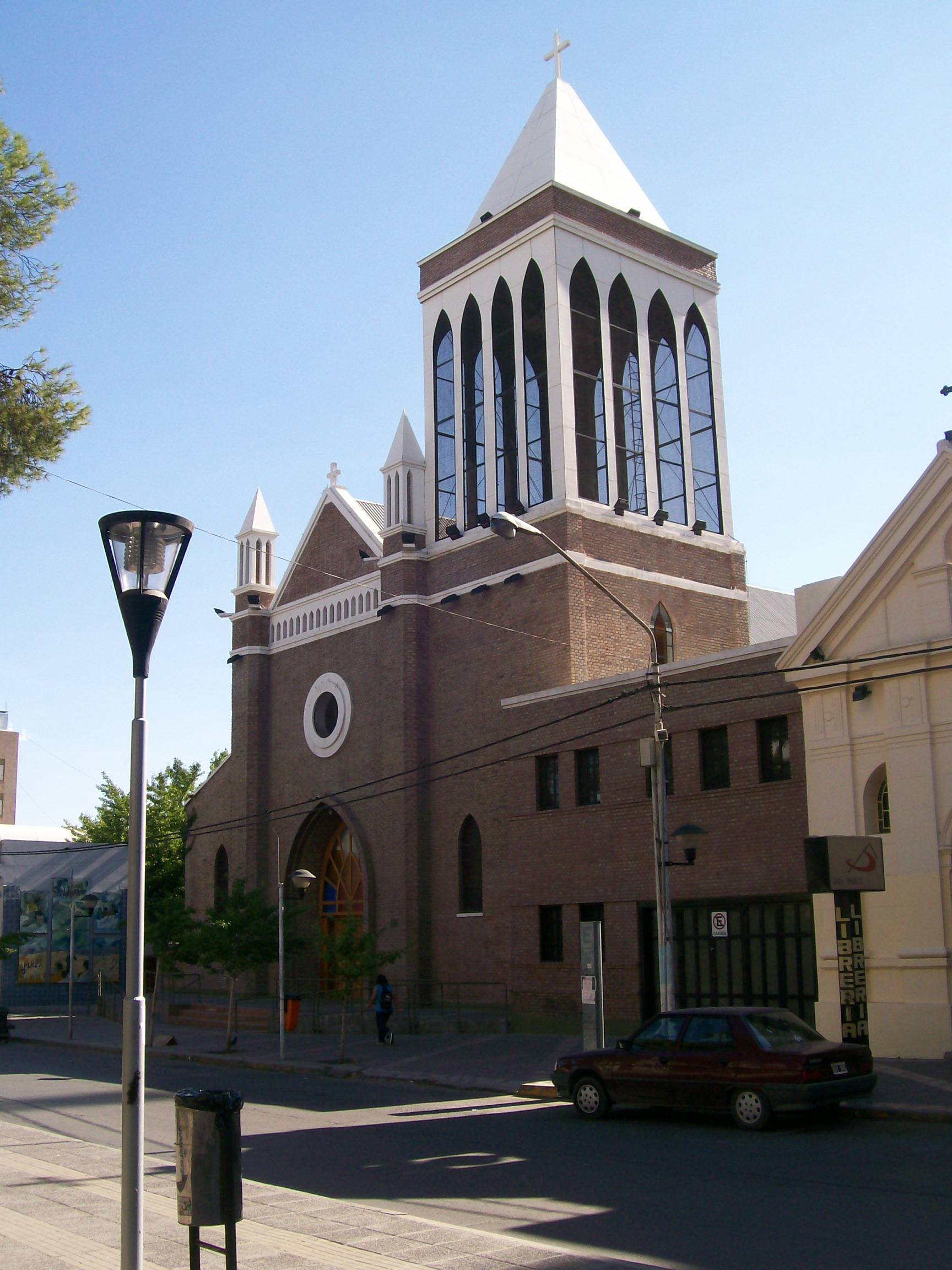
De kathedraal van Neuquén

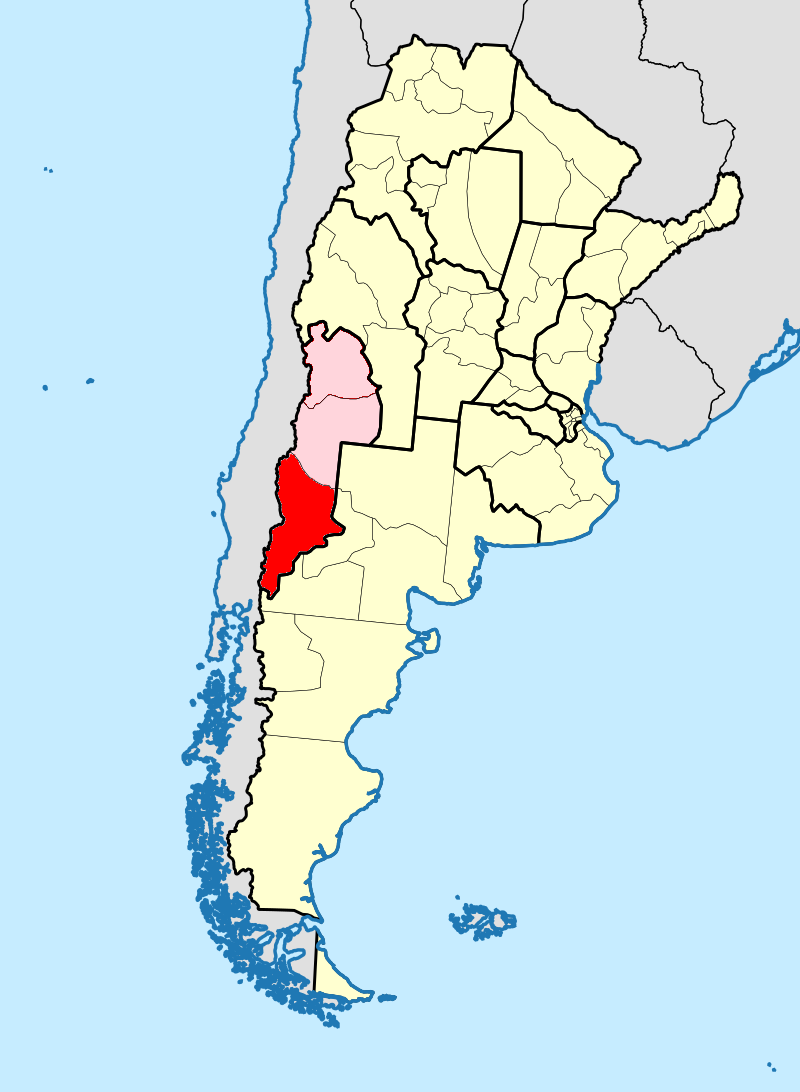
Het bisdom (rood) binnen de kerkprovincie Mendoza

Het bisdom Neuquén (Latijn: Dioecesis Neuqueniana) is een rooms-katholiek bisdom met als zetel Neuquén in Argentinië. Het bisdom is suffragaan aan het aartsbisdom Mendoza. Het bisdom werd opgericht in 1961.
In 2019 telde het bisdom 53 parochies. Het bisdom heeft een oppervlakte van 94.078 km² en telde in 2019 646.000 inwoners waarvan 74% rooms-katholiek waren. 

## Bisschoppen
- Jaime de Nevares, S.D.B. (1961-1991)
- Agustín Roberto Radrizzani, S.D.B. (1991-2001)
- Marcelo Angiolo Melani, S.D.B. (2002-2011)
- Virginio Domingo Bressanelli, S.C.I. (2011-2017)
- Fernando Martín Croxatto (2017-)

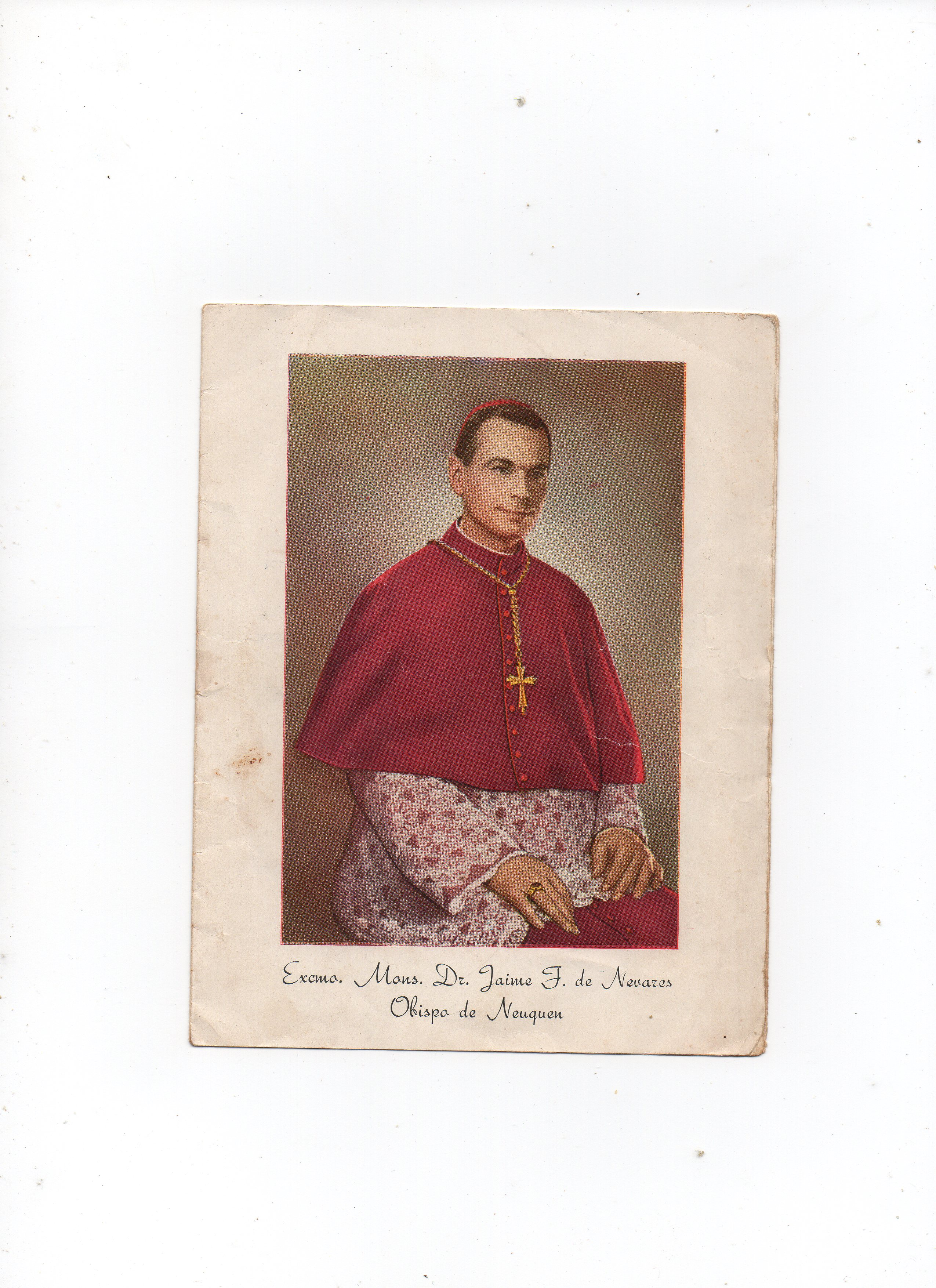
Jaime de Nevares

Mendoza (aartsbisdom) · Neuquén · San Rafael